# Кужнур (Новоторъяльский район)
 Кужнур  — деревня в Новоторъяльском районе Республики Марий Эл. Входит в состав Чуксолинского сельского поселения.

## География
Находится в северо-восточной части республики Марий Эл на расстоянии приблизительно 3 км по прямой на север-северо-запад от районного центра посёлка Новый Торъял.

## История
Упоминается с 1809 года, когда здесь ясачные крестьяне из починка Чернозёрье построили 4 дома. В 1836 году в деревне проживали 5 семей, русские, православные. В 1884 году в деревне числилось 30 дворов, в них проживали 183 человека. В 1920 году в деревне насчитывалось 28 дворов, 161 житель. К 2002 году осталось 18 дворов. Основное население деревни стало мари, которые переехали из соседних деревень: Верхней Чучи, Средней Чучи, Энермучаши. В советское время работали колхозы «Трудовик», «Тушнур» и «1 Мая».

## Население
Население составляло 73 человека (мари 89 %) в 2002 году, 55 в 2010.